# Alonso Hernández
Joaquín Alonso Hernández García (El Paso, Texas, Estados Unidos, 1 de marzo de 1994) es un futbolista estadounidense de ascendencia mexicana que se desempeña como mediocampista ofensivo o delantero, actualmente milita en el Municipal Liberia de la Liga Promerica.

## Trayectoria

### C. F. Monterrey
Hernández cruzó la frontera desde El Paso, TX a Ciudad Juárez para iniciar su carrera profesional con el Club de Fútbol Indios, equipo en el cual tuvo dos breves apariciones en el primer equipo de la Liga de Ascenso MX durante la temporada 2010-2011.
En diciembre de 2011, con la desaparición del club Alonso tuvo que buscar un nuevo equipo, siendo fichado por el Club de Fútbol Monterrey, quienes lo integraron a su disciplina en la escuadra sub-17. Posteriormente pasó al equipo sub-20 luego de mostrar su gran calidad.
El 19 de abril de 2013 hace su debut con el primer equipo en un partido correspondiente a la Liga MX.

## Selección nacional

### Selecciones inferiores
En junio de 2013, Hernández fue incluido en la lista de 21 jugadores que representarán a Estados Unidos en la Copa Mundial de Fútbol Sub-20 en Turquía en ese mismo mes. El 21 de junio debutó como titular en el partido inaugural de su selección ante España. Su equipo terminaría siendo eliminado en fase de grupos, siendo Hernández uno de los mejores jugadores de la escuadra norteamericana.
El 18 de septiembre de 2015, Hernández fue incluido en la lista oficial de 23 jugadores que disputarán el Torneo Preolímpico de la Concacaf con miras a los Juegos Olímpicos de Río de Janeiro de 2016.  Fue autor de uno de los goles de su equipo en la victoria 6-1 de Estados Unidos sobre Cuba en la fase de grupos.

### Participaciones en Copas del Mundo
| Mundial                  | Sede    | Resultado      | PJ | G |
| ------------------------ | ------- | -------------- | -- | - |
| Copa Mundial Sub-20 2013 | Turquía | Fase de grupos | 3  | 0 |

## Clubes
| Club                                                   | País         | Año              |
| ------------------------------------------------------ | ------------ | ---------------- |
| C. F. Indios                                           | México       | 2010-2012        |
| C. F. Monterrey                                        | México       | 2012 - 2018      |
| F. C. Juárez                                           | México       | 2015 - 2016      |
| Atlético Reynosa                                       | México       | 2018             |
| Correcaminos de la UAT                                 | México       | 2018 - 2019      |
| Cimarrones de Sonora                                   | México       | 2019             |
| Alebrijes de Oaxaca                                    | México       | 2020             |
| Atlante F. C.                                          | México       | 2021 - 2022      |
| Alebrijes de Oaxaca                                    | México       | 2022 - 2023      |
| Asociación Deportiva Guanacasteca Club Sport Herediano | 🇨🇷Costa Rica | 2023 - 2024 2025 |

## Palmarés

### Títulos nacionales
| Título                         | Club            | País       | Año  |
| ------------------------------ | --------------- | ---------- | ---- |
| Primera División de Costa Rica | C. S. Herediano | Costa Rica | 2025 |

### Campeonatos internacionales
| Título                  | Club         | País   | Año  |
| ----------------------- | ------------ | ------ | ---- |
| CONCACAF Liga Campeones | CF Monterrey | México | 2013 |